# Jennifer Stoute
Jennifer "Jenny" Elaine Stoute (ur. 16 kwietnia 1965 w Bradford) – brytyjska lekkoatletka specjalizująca się w biegach sprinterskich, brązowa medalistka olimpijska z Barcelony (1992) w biegu sztafetowym 4 × 400 metrów. Żona Johna Regisa, brytyjskiego sprintera.

## Sukcesy sportowe
- złota (1989) i brązowa (1987) medalistka mistrzostw kraju (UK National Championships) w biegu na 200 m, a także brązowa medalistka mistrzostw w biegu na 400 m (1991)[1]
- ośmiokrotna medalistka mistrzostw kraju (AAA Championships) (w tym złoto w biegu na 200 metrów na stadionie w 1990 i złoto w biegu na 200 metrów w hali w 1986)[2][3]

| Rok  | Miasto    | Zawody                      | Konkurencja                           | Wynik                     |
| ---- | --------- | --------------------------- | ------------------------------------- | ------------------------- |
| 1988 | Seul      | letnie igrzyska olimpijskie | sztafeta 4 × 400 m                    | 6. miejsce                |
| 1990 | Split     | mistrzostwa Europy          | sztafeta 4 × 400 m                    | brązowy medal             |
| 1990 | Auckland  | igrzyska Wspólnoty Narodów  | sztafeta 4 × 400 m sztafeta 4 × 100 m | złoty medal srebrny medal |
| 1992 | Barcelona | letnie igrzyska olimpijskie | sztafeta 4 × 400                      | brązowy medal             |

## Rekordy życiowe
- bieg na 200 metrów – 22,73 – Barcelona 03/08/1992
- bieg na 200 m (hala) – 23,50 – Haga 19/02/1989
- bieg na 300 metrów – 36,95 – Southampton 21/07/1991
- bieg na 400 metrów – 51,53 – Birmingham 12/08/1989[5]

W 2000 ustanowiła nieoficjalny rekord świata weteranów (powyżej 35. roku życia) w biegu na 300 metrów – 37,59.
Rekordzistka kraju w biegach sztafetowych.